# Lillavan, Ångermanland
Lillavan är en sjö i Örnsköldsviks kommun i Ångermanland och ingår i Lögdeälven-Husåns kustområde.